# Czarnuszka siewna
Czarnuszka siewna (Nigella sativa L.) – gatunek rośliny z rodziny jaskrowatych. Pochodzi z Iraku i Turcji, ale rozprzestrzenił się i obecnie jako gatunek introdukowany rośnie dziko w basenie Morza Śródziemnego. Jest też uprawiany w wielu krajach świata. W Polsce jest uprawiany i czasami przejściowo dziczejący z upraw (ergazjofigofit).

## Morfologia

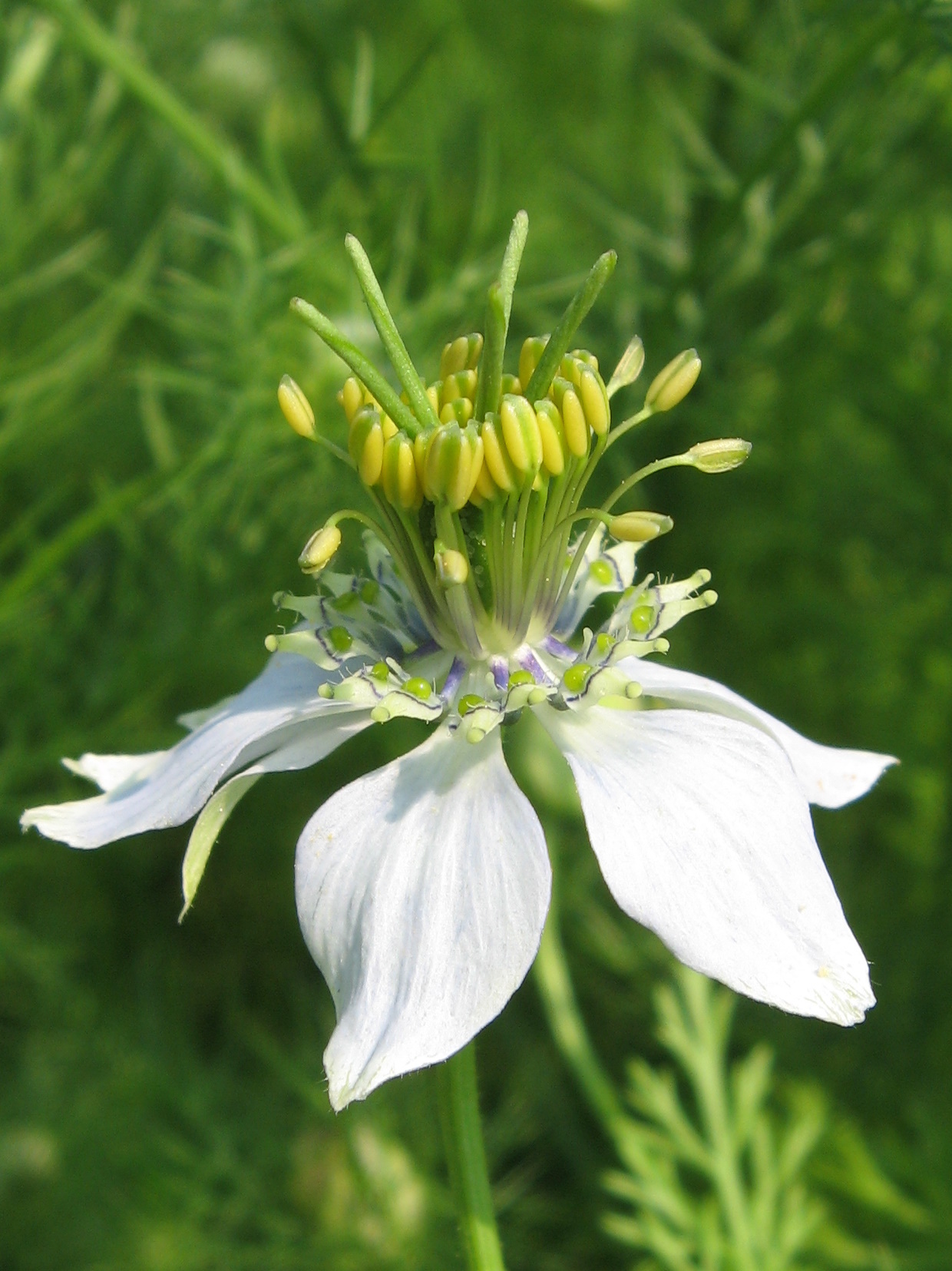
Kwiat

ŁodygaWzniesiona i rozgałęziona o wysokości 10–40 cm.
LiściePodwójnie pierzastosieczne o równowąskich, nitkowatych odcinkach.
KwiatyDość duże, o średnicy do 3 cm, pojedynczo wyrastające na szczycie pędów. Działki kielicha od białych do bladobłękitnych z błękitnym unerwieniem i szczytach seledynowych. Działki okwiatu szerokojajowate, przekształcone w dwuwargowe miodniki osadzone na trzonkach.
OwoceSkładają się z 5 do 10 mieszków, całkowicie zrośniętych ze sobą, pokrytych brodawkami i gruczołami. Nasiona poprzecznie zmarszczone, kanciaste, czarne, o silnym aromatycznym zapachu i ostrym, korzennym smaku.
Gatunki podobneCzarnuszka damasceńska (pod kwiatem ma kilka pierzastosiecznych liści).

## Biologia i ekologia

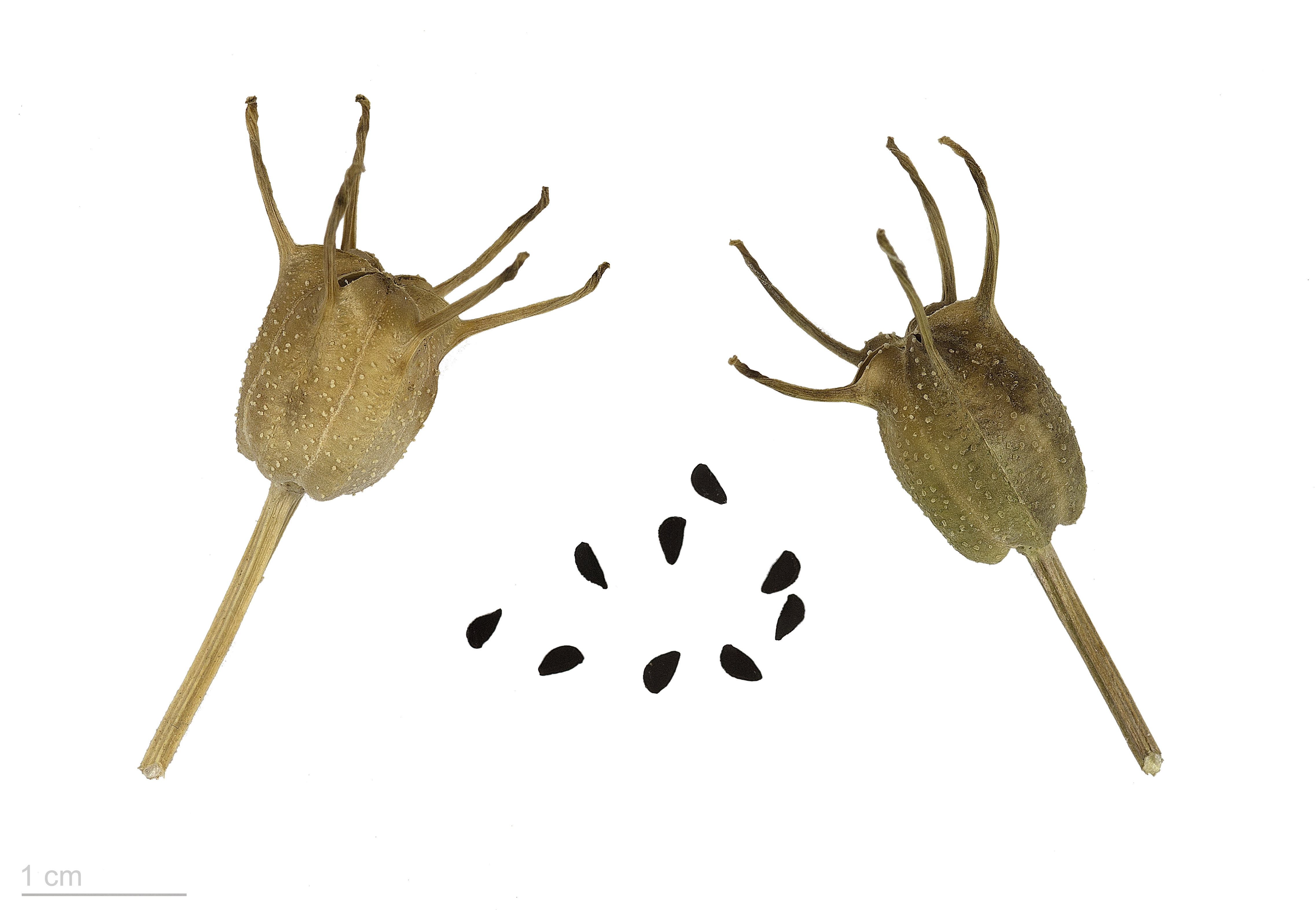
Owoce i nasiona

Roślina jednoroczna. Dziko występuje na siedliskach ruderalnych i jako chwast zbożowy.
Roślina miododajna, kwitnie od maja do września. Liczba chromosomów 2n=12.

## Zastosowanie

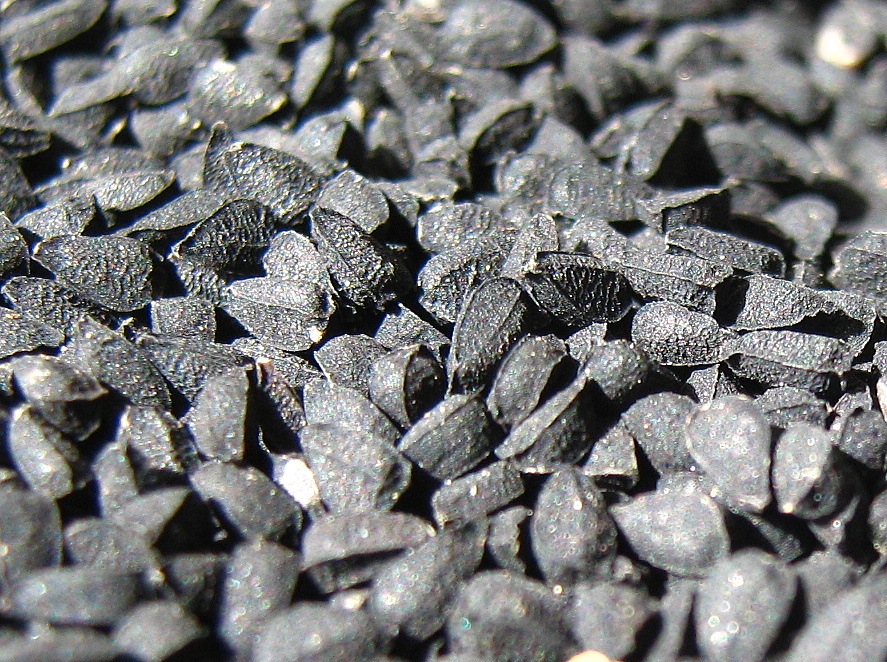
Nasiona czarnuszki siewnej

- Roślina użytkowa, znana już w Asyrii[7]. W Starożytnym Egipcie znana co najmniej od 1550 r. p.n.e. Dwa dzbany z jej nasionami znaleziono w grobie Tutenchamona (ok. 1342-1339 r. p.n.e.). Wymieniona jest w biblijnej Księdze Izajasza (28,27-28)[8]. Początkowo prawdopodobnie uprawiana była jako roślina przyprawowa, później dopiero jako roślina lecznicza. O jej leczniczych własnościach po raz pierwszy pisze Dioskurides. W średniowieczu uprawiali ją mnisi w przyklasztornych ogródkach, rosła także w ogrodzie Ludwika Pobożnego[7].
- Roślina lecznicza:
  - Surowiec zielarski: Nasienie czarnuszki – Semen Nigellae. Z nasion wytwarza się olejek z czarnuszki siewnej – Oleum Nigelle. Zbiera się je, gdy większość mieszków zmieni barwę na brunatną, co w Polsce następuje w połowie września. Nasiona zawierają do 40% tłuszczu, do 1,5% olejków eterycznych, saponinę – melantynę (silnie trującą dla ryb, ale w dużych ilościach szkodliwą również dla organizmów stałocieplnych), garbniki, gorycz – nigellinę i alkaloid – damasceinę[9].
  - Działanie: Żółciopędne, moczopędne, wiatropędne, przeciwbakteryjne, przeciwbólowe, przeciwrobacze, przeciwzapalne, grzybobójcze, rozkurczające na mięśnie gładkie, wzmaga wydzielanie mleka, poprawia trawienie, reguluje miesiączkę, obniża poziom cukru i wzmacnia odporność.  Wewnętrznie napar z rozdrobnionych nasion jest używany przy nieżytach krtani, oskrzeli i nosa, w chorobach wątroby, przy kamicy żółciowej, skąpomoczu. Zewnętrznie napary używane są przy trądziku, atopowym zapaleniu skóry i grzybicach skóry[7].
- Sztuka kulinarna[7]:
  - Nasiona czarnuszki mają ostry, korzenny smak i jako przyprawa są dodawane do serów, pieczywa,  i niektórych tłustych mięs.
  - Nasiona stosowane były w kuchni staropolskiej m.in. do przyprawiania pieczywa np. podpłomyków[10]
  - Nasiona dodaje się do kiszonej kapusty i ogórków konserwowych.
  - Używane są jako substytut pieprzu w dietach, w których nie wolno używać ostrych przypraw.
  - Olej z nasion jest dodatkiem do niektórych likierów.
  - Olej z nasion wykorzystywany jest w produkcji niektórych słodyczy.
  - Liście mogą być wykorzystywane jako przyprawa – mają więcej witaminy C, niż natka pietruszki.
- Roślina ozdobna uprawiana na rabatach, a także na kwiat cięty do wiązanek, bukietów itp. (dekoracyjne są również jej owoce)[11]. Jeszcze bardziej dekoracyjne pędy i owoce ma czarnuszka damasceńska[7].
- Olejku czarnuszki używa się do produkcji perfum[7].
- W dawnej Polsce była używana przez biedną ludność jako przyprawa zastępująca zbyt drogie dla ludzi przyprawy wschodnie.

## Uprawa
Wymaga słonecznego stanowiska i żyznej, stale wilgotnej gleby. Uprawia się ją z nasion, które wysiewa się bezpośrednio do gruntu na początku kwietnia, na głębokość 1-1,5 cm. Rozstaw rzędów 40 cm. Wschodzi po około 14 dniach. Młode siewki rosną bardzo wolno, wymaga więc starannego plewienia. Źle znosi przesadzanie. Uprawiana w ogrodzie zwykle rozmnaża się przez samosiew. W przypadku uprawy dla kwiatów, nie dla nasion, należy przekwitłe kwiaty usuwać, przedłuża to bowiem okres kwitnienia i jego intensywność. 

Przeczytaj ostrzeżenie dotyczące informacji medycznych i pokrewnych zamieszczonych w Wikipedii.